# Torreta del Clos
La Torreta del Clos és una obra del municipi de Martorell (Baix Llobregat) declarada bé cultural d'interès nacional.

## Descripció
Es tracta d'una torre de planta rectangular de formes massisses. Al costat de l'estreta porta d'entrada hi ha una garita per defensar-la. En tot el perímetre de la torre s'obren dues fileres d'espitlleres. A l'interior es poden veure els forats deixats per les bigues en els murs. El coronament és llis excepte en els angles on hi ha uns merlets esglaonats.

## Història
L'origen de la torre és romà, tal com indica les restes ceràmiques que s'han trobat a la seva base, però l'any 1874 es va reconstruir amb motiu de la Tercera Guerra Carlina.